# 재중한인
재중 한인(在中 韓人)은 중국에 거주하는 한인 (Koreans in China) 들을 지칭한다. 조선족에 더하여 남북한 건국 이후의 이주자를 총칭한다. 조선족 총인구 170~190만명 중 70만은 중국국적으로 한국을 왕래 중이며, 중국에 체류중인 한민족 중 215,964명 정도가 한국인 및 북한인이다. 그래서 2023년 기준 한국인, 북한인(조선인), 조선족 포함 재중한인 및 왕래자 총인구는 2,109,727명 (210만명) 규모다.

## 유래
재중 한인의 유래는 청 이전부터도 있었으나 급속적으로 늘어났던 때는 일제강점기 때 일제의 탄압을 피하여 독립운동을 위하여 중국 간도지역과 그 밖의 지역으로 무작정 이주함으로써 재중 동포가 급격히 늘었다 알려진다. 1930년 12월 간도지역에 살고 있는 한국인의 총 수는 간도 전체인구의 76%에 달했다고 한다. 그러나 1949년에 중국 정부가 한국인 대거 거주지역인 연변에 조선인, 한국인의 자치를 허용했기에 한국인들은 중국에 남게 되었고, 이들은 중화인민공화국 국적이 부여되었으며, 조선족으로 분류되게 되었다. 조선족은 중국국적을 가진 한민족만을 의미하기 때문에, 중국조선족(中国朝鲜族)이 아닌 조선족(朝鲜族)이 정식 명칭이다. 이후 조선민주주의인민공화국이나 대한민국과 중국의 교류로 조선민주주의인민공화국이나 대한민국 국적을 가진 재중 한국인이 다시 생겨났다. 재중한인(Koreans in China)중에서, 재중한국인(South Koreans in China)의 경우 1992년 한중수교 이후에 처음 생겼다.

## 같이 보기
- 조선족
- 재외한인
- 재미한인
- 재일한인